# Мюрат, Иоахим, 5-й принц Мюрат
Иоахим Наполеон Мюрат, 5-й принц Мюрат (фр. Joachim Napoléon Murat, 5e prince Murat; 28 февраля 1856 — 2 ноября 1932) — французский дворянин и глава семьи Мюрат (1901—1932).

## Происхождение
Родился 28 февраля 1856 года в Буасси-Сен-Леже, Валь-де-Марн, Франция. Единственный сын Иоахима Жозефа Мюрата, 4-го принца Мюрата (1834—1901), и Мальси Луизы Каролины Бертье де Ваграм (1832—1884). Его дедушкой и бабушкой по отцовской линии были принц Наполеон Люсьен Шарль Мюрат, 2-й принц Понтекорво и 3-й принц Мюрат (1803—1878), второй сын Иоахима Мюрата, короля Неаполитанского, который женился на сестре Наполеона, Каролине Бонапарт, и американка Каролина Джорджина Фрейзер (1810—1879), дочь Томаса Фрейзера.
Его дедушкой и бабушкой по материнской линии были Наполеон-Александр Бертье, 2-й принц Ваграм (1810—1887), и Зенаида Франсуаза Клари (1812—1884), племянница Дезире Клари и Жюли Клари. Его прадедом по материнской линии был Луи-Александр Бертье (1753—1815), 1-й принц де Ваграм, 1-й герцог де Валанжен, 1-й суверенный принц Невшатель, который был маршалом и вице-констеблем Франции с 1808 года и начальником штаба (генерал-майор) при Наполеоне.

## Карьера
С ранних лет Иоахим, носивший по прозвищу — «Чино», был одним из редких спутников своего двоюродного брата, императорского принца Луи-Наполеона, которого он встречал каждое воскресенье в детстве.
После франко-прусской войны 1870 года и падения Наполеона III Иоахим Мюрат и его родители покинули Францию, чтобы сопровождать императорскую семью в изгнании. Но как только мир вернулся, Мюраты стали регулярно возвращаться во Францию, где они несколько раз выступали посредниками между свергнутым императором (тогда его сыном) и бонапартистами.
Стремясь продолжить военную карьеру, как и его отец и многие члены его семьи до него, принц Иоахим провалил вступительный экзамен в Сен-Сир в 1876 году.
После смерти императорского принца Иоахим Мюрат продолжал участвовать в жизни бонапартистского движения. В 1911 году он был назначен вице-президентом «политического комитета плебисцита» (название бонапартистской партии) своим двоюродным братом принцем Виктором Наполеоном, который сам был его президентом.
После Первой мировой войны, в то время как принц Виктор Наполеон терял надежду на восстановление империи, Иоахим Мюрат оставался важной фигурой в бонапартистском движении, подталкивая своего кузена продолжать поддерживать активистов. В 1924 году Иоахим был назначен вице-президентом газеты La Volonté nationale.
Заводчик скаковых лошадей, он стал президентом Общества скачек с препятствиями во Франции в 1909 году, а также членом Жокей-клуба и Общества поощрения улучшения пород лошадей во Франции.
В 1919 году принц Мюрат передал свой парижский дом на улице Монсо президенту Вудро Вильсону для использования во время его пребывания в Париже на Парижской мирной конференции.

## Личная жизнь
10 мая 1884 года в Париже Иоахим Мюрет женился на Мари Сесиль Ней д’Эльхинген (28 августа 1867 — 11 февраля 1960), дочери Мишеля Алоиза Нея, 3-го герцога д’Эльхинген (1835—1881), и и его жены Поля Фуртадо-Гейне, правнучке маршала Мишеля Нея. У супругов было восемь детей:
- Иоахим Наполеон Мишель Мюрат, 6-й принц Мюрат (6 августа 1885 — 11 мая 1938), который женился на Луизе Амели Плантье. Их сын, Иоахим, 7-й принц Мюрат, был расстрелян в 1944 году во время борьбы за французское Сопротивление.
- Принцесса Маргарита Малси Каролина Александрин Мюрат (28 ноября 1886 — 6 февраля 1956), в 1912 году она вышла замуж за барона Жюля Мари Эдгара Лежена (1881—1914)
- Принц Пьер Мюрат (1887—1888), умерший в младенчестве.
- Принц Александр Мишель Эжен Иоахим Наполеон Мюрат (12 сентября 1889 — 27 августа 1926), с 1920 года женат на Ноэль Мари Ивонн Жилуа (1894—1961)[3], дочери полковника Мориса Жилуа. У супругов было трое детей.
- Принц Шарль Мишель Иоахим Наполеон Мюрат (16 июня 1892 — 24 ноября 1973), в 1929 году он женился на Маргарет Стайвесант Резерфорд (1891—1976), падчерице Уильяма Киссама Вандербильта[4] и внучке Льюиса Морриса Резерфорда (1816—1892)[5] и Оливера Гарримана (1829—1904)[6], с которой развелся в 1939 году. Ранее она была замужем за министром финансов США Огденом Ливингстоном Миллсом (1884—1937) и сэром Полом Генри Дьюксом (1889—1967).
- Принц Поль Жером Мишель Иоахим Наполеон Мюрат (30 сентября 1893 — 29 июля 1964), в 1919 году он женился на Соланж Изабель Анн Марии де Ларошфуко (1894—1955), от брака с которой у него был сын.
- Принц Луи Мари Иоахим Наполеон Мишель Мюрат (8 сентября 1896 — 21 августа 1916), не женат, погиб в бою во время Первой мировой войны.
- Принц Жером Гаэтан Мишель Жоахим Наполеон Мюрат (1 февраля 1898 — 27 ноября 1992)[7], он женился первым браком в 1922 году на Флоренс Генриетте Жанне Мари Николь де л’Эспе (1898—1985), от брака с которой у него было двое детей. В 1985 году он женился вторым браком на Марии (Коломбе) Керубини (род. 1930).

Принц Мюрат умер в семейном поместье Шато де Шамбли в Уазе 2 ноября 1932 года.